# Canal de l'Aqueduc
El Canal de l'Aqueduc (que en francés quiere decir: «Canal del Acueducto») es un canal acueducto al aire libre en la isla de Montreal, en la provincia de Quebec, al este de Canadá, que sirve a parte de las necesidades de agua potable de la ciudad de Montreal. 
El canal fue construido en 1853 por una comisión encabezada por el concejal Edwin Atwater, en honor a quien la calle adyacente Atwater debe su nombre.  
El canal extrae agua del río San Lorenzo en la costa sur de la isla en el municipio de La Salle, en los rápidos, aguas abajo del Puente de Honoré Mercier Lachine. A continuación, se desarrolla hacia el noroeste, a través de LaSalle y después entre los barrios de Verdun y Le Sud-Ouest, terminando finalmente en la ciudad de Montreal en la avenida Atwater, justo al sur del barrio de Pointe-Saint-Charles. En este punto, el canal pasa a menos de 300 metros del Canal de Lachine. El canal es de aproximadamente 8.100 metros de longitud y varía entre 35 y 50 metros de ancho (aproximadamente).